# Festes patronals Sant Vicent Ferrer
Les festes patronals en honor de Sant Vicent Ferrer se celebren en diversos punts de la geografia valenciana, en aquells llocs on Sant Vicent Ferrer és el sant patró.

## La Vall d'Uixó
Són les festes majors de primavera de la Vall d'Uixó, a la Plana Baixa. Les celebracions s'estenen durant dues setmanes, sent el dilluns després de pasqua el dia gran de les festes.
Aquests festejos estan catalogats pel Ministeri de Cultura com a Festes d'Interès Turístic Nacional.

## Sant Vicent del Raspeig
Les Festes patronals de Sant Vicent del Raspeig se celebren el cap de setmana següent al Diumenge de Pasqua.
Es tracta d'unes festes els orígens de les quals es poden remuntar a la construcció de la primitiva ermita dedicada a San Vicente Ferrer que estava erigida en l'espai que hui dia ocupa l'Església de Sant Vicent Ferrer. Els primers documents en els quals se cita la celebració d'una festa en honor del sant daten del segle xvii, on es concedeixen diferents partides pressupostàries en l'Ajuntament d'Alacant per a la celebració de la "Festa Major" en l'antiga partida del Raspeig. En 1975 s'incorporen a les festes patronals les de Moros i Cristians, participant per primera vegada tres comparses.
Des d'eixe any les Festes de Sant Vicent del Raspeig han evolucionat, incorporant nous actes i mantenint alguns dels existents. Les Festes Patronals estan organitzades per la "Comissió Municipal de Festes" en col·laboració amb la regidoria de Festes, mentre que les de Moros i Cristians tenen el seu punt d'unió en la ""Federació Unió de Comparses Ber-Largas"".
Les Festes Patronals i de Moros i Cristians ofereixen tant als sanvicenters com als visitants un variat programa d'actes. Cal ressaltar en aquestes Festes la figura de les Reines de les Festes, les seues Corts d'Honor, així com els Capitans, Bandereres i Alfereces del bàndol Cristià i Moro.
Pregó, Entrades, Cercaviles, Mascletaes, Castells de Focs, Entrada de Bandes, Ofrena, Processó, Ambaixades, Gaubances Populars, actuacions.... conformen un cúmul d'actes que li han fet mereixedores a aquestes festes al setembre de 2007 el títol de "Festes d'Interès Turístic Provincial".

## La Nucia
Les festes de Sant Vicent Ferrer se celebren en La Nucia (La Marina Baixa, Alacant) el dilluns següent al dilluns de Pasqua (Divendres, Dissabte, Diumenge i Dilluns).
La celebració d'aquestes festes tenen lloc a la partida del Captivador, on es regeix una Ermita en honor de Sant Vicent Ferrer, la qual data de l'any 1803.
Repleta d'actes per a tots els públics, que cada any atrau a un gran nombre de visitants i festers de tota la comarca.